# Рафиноза
Рафинозата е тризарахид, който съдържа α-D-галактоза, α-D-глюкоза и β-D-фруктоза.

## Описание
Рафинозата се среща предимно в бобовите култури и в листата на някои растения.
Човешкият организъм не усвоява рафинозата, тъй като не произвежда ензима α-1,6-галактозидаза. Чревната микробиота обаче метаболизира съединението, което според проучвания прави рафинозата потенциален пребиотик. Въпреки това процесът на метаболизиране е свързан с отделяне на газове, които може да доведат до флатуленция.